# محمد أحمد نعمان
محمد أحمد نعمان سياسي يمني ولد في قرية ذو لقيان عزلة ذبحان قضاء الحجرية لواء تعز. تبوأ عدة مناصب أبرزها نائب رئيس وزراء وزير خارجية اليمن الشمالي.

## حياته
- 1933 - ولد في أواخر شهر مارس في عزلة ذبحان قضاء الحجرية لواء تعز. وهو أكبر أبناء الأستاذ أحمد محمد نعمان.
- 1941 - 1944 تلقى علوم الأولية على يدي أبيه في ذبحان وتعز.
- 1944-1948 بعد وفاة والدته هرب إلى عدن مع أخيه عبد الرحمن ليلحقا بأبيهما والشهيد القاضي محمد محمود الزبيري وواصلا دراستهما هناك في مدرسة بازرعة ومدرسة النجاح والبادري واسهما في الحركة من خلال بيع الصحف ونسخ المحررات الموجهة من الأحرار إلى الزعماء العرب واليمنيين. وشارك في العام 1946 في مظاهرة منددة بزيارة ولي العهد أحمد بن يحيى حميد الدين الذي وصل لمفاوضة الأحرار لاستعادتهم إلى تعز.
- 1948 سجن في سجن الرادع بصنعاء إثر فشل ثورة 1948م. وواصل دراسته الثانوية بصنعاء.
- 1949-1955 انتقل إلى حجة حيث سجن والده، وأسهم في إدارة المدرسة المتوسطة التي أنشأها أبوه وعمل مدرسا فيها وتزوج في آخر العام 1950م.
- 1953 خلال إقامته في حجة قام بأول دراسة استطلاعية عن مستقبل اليمن شاركه فيها العديد من الأحرار المسجونين حينذاك عام 1953م نشرت عام 1963م في كتاب «من وراء الأسوار».
- 1954 وجه باسم الأحرار الجمهوريين مذكرة إلى الرئيس جمال عبدالناصر يقترح فيها ترتيباً لمستقبل اليمن عقب رحيل الإمام أحمد إنشاء مجلس وصاية عربية مكون من «مصر والسعودية وسوريا» تهيئة لسد الفراغ الذي سيخلفه رحيل الإمام.
- 1955 عمل ضمن سكرتارية ولي العهد محمد البدر أثناء انقلاب عام 1955م الذي دام أسبوعاً. فر إلى عدن من تعز في 8 أغسطس بعد هروب أبيه إلى القاهرة عبر جدة.
- 1955-1962 وفي عدن أسهم في تأسيس العديد من التنظيمات والتيارات السياسية (الجبهة الوطنية المتحدة 1955)، والنقابات العمالية والمؤتمر العمالي 1956، أنشأ مطبعة الجماهير التي كانت تطبع فيها أدبيات الأحرار 1956وتولى مهام الثقافة والإعلام والنشر بالاتحاد اليمني.. كما كان مسؤولا تنظيمياً عن نشاط (حزب البعث العربي الاشتراكي بعدن 1959). وتبنى الدعوة إلى الجمهورية والوحدة اليمنية عبر مقالاته ومحاضراته. فكان داعيتها الأول.
- ظل متنقلا بين القاهرة وعدن إلى أن قامت ثورة السادس والعشرين من سبتمبر 1962م وعمل في السلك الدبلوماسي، ودعم من مختلف مواقعه في الصفوف الأمامية في شمال الوطن حركة التحرر في جنوب الوطن.
- 1964 اشترك ضمن الوفد الجمهوري إلى مؤتمر أركويت بالسودان
- 1965 اشترك ضمن وفد السلام اليمني الذي ترأسه القاضي عبد الرحمن الإرياني زار عددا من البلدان العربية لشرح أهداف مؤتمر خمر للسلام. وفي منتصف أغسطس سُفِّر إلى بيروت عند واختلافه مع المسئولين عن شؤون اليمن في السلطات المصرية الذين وضعوه تحت المراقبة الدائمة. شارك ضمن الوفد الجمهوري الشعبي الذي استقبله الملك فيصل بن عبد العزيز بالسعودية لبحث حل مشكلة اليمن.
- 1966-1967 استقر في بيروت وطاف عددا من البلدان العربية والأوروبية مناشدا للتدخل في الإفراج عن الحكومة اليمنية المعتقلة بالقاهرة.. كما كرس نشاطه للدعوة إلى المصالحة الوطنية وجمع آراء اليمنيين حولها. وإجراء اتصالاته الخارجية بشأنها.
- 1968 عاد للمشاركة في العمل السياسي المباشر في اليمن إثر قيام حركة 5 نوفمبر 1967م
- 1969 كلف بالسفر إلى بريطانيا لبحث اعتراف الحكومة هناك بالنظام الجمهوري.
- 1970-1971 شارك في الإعداد لمشروع الدستور الدائم للجمهورية وصياغته والتحضير لانتخابات مجلس الشورى ثم المجلس الجمهوري.
- اهتم بإجراء مسح عام لليمن لوضع خريطة واضحة عنها، وكذا البحث عن الثروات الطبيعية مائية ونفطية ومعدنية فيها.
- تولى ترتيب زيارة أول رئيس جمهورية يمني وهو القاضي عبد الرحمن الإرياني إلى المملكة العربية السعودية بعد الاعتراف كما كانت له محاولاته المباشرة وغير المباشرة سابقاً لتحسين العلافات بين البلدين الجارين.
- 1972 اختص مع مجموعة من السياسيين اليمنيين بدراسة ومراجعة اتفاقيات الوحدة اليمنية الموقعة بالقاهرة ورافق الرئيس الإرياني إلى طرابلس لإجراء مباحثاته مع الرئيس سالمين رئيس الشطر الجنوبي.
- 1973 أدار المباحثات اليمنية المشتركة كل من السعودية وأثيوبيا حول الحدود البرية والبحرية معهما وأصدر في زياراته إليهما في مارس ونوفمبر من نفس العام بيانات رسمية حول ذلك بصفته وزيراً لخارجية اليمن الشمالي كلف ووزير خارجية المغرب وأمين عام جامعة الدول العربية في أكتوبر بنشاط سياسي عربي يؤدونه في الأمم المتحدة.
- 1974 عرض على مجلس الجامعة العربية مبادرة اليمن الشمالي لحل الخلاف بين اليمن الجنوبي وسلطنة عمان. وتم إقرار المبادرة وشكلت لجنة عربية للتوسط بين البلدين بناء على مقترحه.
- قامت حركة 13 يونيو 1974م واستشهد بعدها بأسبوعين مساء الجمعة 28 يونيو برصاص كاتم الصوت أثناء توقفه في إحدى نقاط المرور ببيروت.

وقد ترك النعمان الابن أثره من خلال اشتراكه في رسم السياسة العامة للدولة وعلاقاتها وسماتها، ودعم المصالة الوطنية بإيقاف الحرب الأهلية بين اليمنيين في عام 1970م (الجمهوريين والملكيين) وعام 1972 (الشطرين الشمالي والجنوبي) وكان دعامة من دعائم الدولة الحديثة ورمزا من رموزها، والعمل ما وانته الحيلة على تقوية علاقة اليمن بكافة الدول الشقيقة والصديقة، وإشاعة أجواء المودة والإخاء بين الأشقاء العرب.
وتميز طيلة حياته بالنشاط والديناميكية (حتى عرف بالغوبة أي العاصفة الرملية شديدة الغبار) والذكاء والنضوج والفكر النير والرؤية الثاقبة والواقعية والصراحة الشديدة والشجاعة والجرأة في الطرح وحسن الأداء والتفوق والكفاءة في العمل والطموح والانطلاق والحوار الهادئ العقلاني والديمقراطية، والانفتاح في العلاقات سواء مع من يوافقه الرأي أو يخالفه.

## المناصب التي تقلدها
- سكرتيرا لسيف الحق إبراهيم رئيس مجلس الشورى في حكومة ثورة 1948م.
- مديرا مساعدا بالمدرسة المتوسطة بحجة ومدرسا فيها 1950-1954م.
- أمينا عاما للإتحاد اليمني ومسؤولا عن لجنة الثقافة والنشر 1955-1962م.
- مساعدا للأمين العام للإتحاد الدولي لنقابات العمال العرب 1960م.
- القائم بأعمال السفارة اليمنية في القاهرة 1962م.
- وزيرا مفوضا لليمن بيوغسلافيا وبون 1962-1963م.
- وزيرا للدولة لشؤون رئاسة الجمهورية 1963م.
- عضوا في المكتب السياسي ونائبا لرئيس المجلس التنفيذي (مجلس الوزراء) الفريق حسن العمري  1964م.
- مندوبا دائما للجمهورية العربية اليمنية في الجامعة العربية يالقاهرة 1964م.
- سفيرا متجولا 1965-1970م.
- أمين السر ومستشاراً سياسياً لرئيس المجلس الجمهوري. 1971م
- سفيرا مقيما في باريس 1971-1972م. وغير مقيم في سويسرا وهولندا وبلجيكا ولوكسمبورج 1972م.
- نائبا لرئيس مجلس الوزراء القاضي عبد الله الحجري ووزيرا للخارجية 30/12/1972-6/12/1973م.
- مستشارا سياسيا لفخامة رئيس المجلس الجمهوري القاضي عبد الرحمن الإرياني 9/12/1973- 13/6/1974م.

## كتاباته وآثاره الفكرية
1- إلى الشعب اليمني 1955
2- فيساع فيساع الإمام مريض 1956
3- لكى نفهم القضية 1957
4- الحركة الوطنية في اليمن (حركتنا أين تقف اليوم؟) 1959
5- التاريخ الأثم 1960
6- التأميم في اليمن 1961
7- ليقف النزيف في اليمن 1962
8- أبجديات نقابية 1962
9- أحاديث نقابية 1962
10- من وراء الأسوار 1963
11- أزمة المثقف اليمني 1964
12-الوطنية لا الحقد 1964
13- الزبيري داعية السلام لم يمت 1965
14- الأطراف المعنية في اليمن 1965
15- محاضرات ومناقشات متعلقة بحركة الأحرار اليمنيين والنشاط السياسي اليمني والعربي (حركة الأحرار البواعث والنتائج)، (الذاتية الفلسطينية)، (المثقف ودوره في بناء المجتمع).
نشرت هذه الكتيبات والمحاضرات وبعض المراسلات في كتاب «الشهيد محمد أحمد محمد نعمان الفكر والموقف» مارس 2001 جمع وإعداد لطفي فؤاد أحمد محمد نعمان «نجل شقيق الشهيد».
كما نشر له تفريغاً لتسجيلات صوتية خاصة: 
- حركة المعارضة والسياسة الخارجية اليمنية.
وكتيب وثائقي
- محمد أحمد نعمان الذكرى والفكرة (طبع)
- مقابلة مع باحثي مركز دراسات الشرق الأوسط بالجامعة الأميركية (قيد الطبع).